# Finale de la Coupe d'Europe des vainqueurs de coupe 1983-1984
La finale de la Coupe d'Europe des vainqueurs de coupe 1983-1984 est la 24e finale de la Coupe d'Europe des vainqueurs de coupe, organisée par l'UEFA. Ce match de football a lieu le 16 mai 1984 au stade Saint-Jacques de Bâle, en Suisse.
Elle oppose l'équipe italienne de la Juventus aux Portugais du FC Porto. Le match se termine par une victoire des Turinois sur le score de 2 buts à 1, ce qui constitue leur premier sacre dans la compétition ainsi que leur deuxième titre européen après leur victoire en Coupe UEFA en 1977.
Vainqueur de la finale, la Juventus est à ce titre qualifiée pour la Supercoupe d'Europe 1984 contre Liverpool, vainqueur de la finale de la Coupe des clubs champions européens.

## Parcours des finalistes
Note : dans les résultats ci-dessous, le score du finaliste est toujours donné en premier (D : domicile ; E : extérieur).
| Juventus FC         | Juventus FC | Juventus FC | Juventus FC |                     | FC Porto         | FC Porto | FC Porto  | FC Porto  |
| ------------------- | ----------- | ----------- | ----------- | ------------------- | ---------------- | -------- | --------- | --------- |
| Adversaire          | Total       | Aller       | Retour      | Tour                | Adversaire       | Total    | Aller     | Retour    |
| Lechia Gdańsk       | 10 - 2      | 7 - 0 (D)   | 3 - 2 (E)   | Seizièmes de finale | Dinamo Zagreb    | 2E - 2   | 1 - 2 (E) | 1 - 0 (D) |
| Paris Saint-Germain | 2E - 2      | 2 - 2 (E)   | 0 - 0 (D)   | Huitièmes de finale | Glasgow Rangers  | 2E - 2   | 1 - 2 (E) | 1 - 0 (D) |
| Haka Valkeakoski    | 2 - 0       | 1 - 0 (E)   | 1 - 0 (D)   | Quarts de finale    | Chakhtar Donetsk | 4 - 3    | 3 - 2 (D) | 1 - 1 (E) |
| Manchester United   | 3 - 2       | 1 - 1 (E)   | 2 - 1 (D)   | Demi-finales        | Aberdeen FC      | 2 - 0    | 1 - 0 (D) | 1 - 0 (E) |

## Match
| ·                   |                   |     |
| Titulaires :        |                   |     |
|                     |                   |     |
| 1                   | Stefano Tacconi   |     |
| 2                   | Claudio Gentile   |     |
| 3                   | Antonio Cabrini   |     |
| 4                   | Massimo Bonini    |     |
| 5                   | Sergio Brio       |     |
| 6                   | Gaetano Scirea    |     |
| 7                   | Beniamino Vignola | 89e |
| 8                   | Marco Tardelli    |     |
| 9                   | Paolo Rossi       |     |
| 10                  | Michel Platini    |     |
| 11                  | Zbigniew Boniek   |     |
|                     |                   |     |
| Remplaçants :       |                   |     |
| 13                  | Nicola Caricola   | 89e |
|                     |                   |     |
| Entraîneur :        |                   |     |
| Giovanni Trapattoni |                   |     |

| ·              |                      |     |
| Titulaires :   |                      |     |
|                |                      |     |
| 1              | Zé Beto              |     |
| 2              | João Pinto           |     |
| 3              | Eduardo Luís         | 82e |
| 4              | António Lima Pereira |     |
| 5              | Eurico Gomes         |     |
| 6              | Jaime Magalhães      | 64e |
| 7              | António Frasco       |     |
| 8              | António Sousa        |     |
| 9              | Fernando Gomes       |     |
| 10             | Jaime Pacheco        |     |
| 11             | Vermelhinho          |     |
|                |                      |     |
| Remplaçants :  |                      |     |
| 15             | Mickey Walsh         | 64e |
| 16             | José Alberto Costa   | 82e |
|                |                      |     |
| Entraîneur :   |                      |     |
| António Morais |                      |     |

| ·                   |                   |     |
| Titulaires :        |                   |     |
|                     |                   |     |
| 1                   | Stefano Tacconi   |     |
| 2                   | Claudio Gentile   |     |
| 3                   | Antonio Cabrini   |     |
| 4                   | Massimo Bonini    |     |
| 5                   | Sergio Brio       |     |
| 6                   | Gaetano Scirea    |     |
| 7                   | Beniamino Vignola | 89e |
| 8                   | Marco Tardelli    |     |
| 9                   | Paolo Rossi       |     |
| 10                  | Michel Platini    |     |
| 11                  | Zbigniew Boniek   |     |
|                     |                   |     |
| Remplaçants :       |                   |     |
| 13                  | Nicola Caricola   | 89e |
|                     |                   |     |
| Entraîneur :        |                   |     |
| Giovanni Trapattoni |                   |     |

| ·              |                      |     |
| Titulaires :   |                      |     |
|                |                      |     |
| 1              | Zé Beto              |     |
| 2              | João Pinto           |     |
| 3              | Eduardo Luís         | 82e |
| 4              | António Lima Pereira |     |
| 5              | Eurico Gomes         |     |
| 6              | Jaime Magalhães      | 64e |
| 7              | António Frasco       |     |
| 8              | António Sousa        |     |
| 9              | Fernando Gomes       |     |
| 10             | Jaime Pacheco        |     |
| 11             | Vermelhinho          |     |
|                |                      |     |
| Remplaçants :  |                      |     |
| 15             | Mickey Walsh         | 64e |
| 16             | José Alberto Costa   | 82e |
|                |                      |     |
| Entraîneur :   |                      |     |
| António Morais |                      |     |